# 徐季良

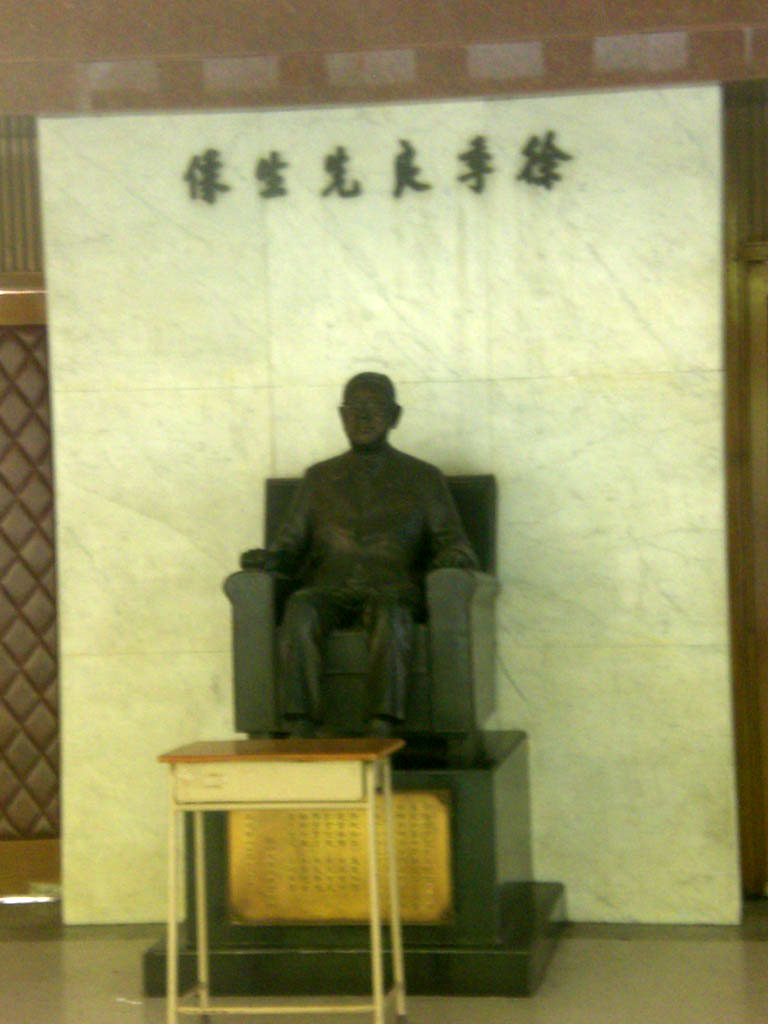
徐季良博士塑像

徐季良，(1901年—1993年6月)，浙江紹興樊江後堡人，香港慈善家、實業家，徐季良家族成員。

## 生平
1920年代，畢業於浙江大學。
1935年，在廣州創辦大華鐵工廠。
在上海創建強華實業公司。
1945年，香港復興華人諮詢委員會委員兼慈善救濟組主席，救助僑胞。
1945-1947年，1945-1946年任東華三院首總理、1947年任東華三院主席。
1947年，兩廣水災，籌集義款200萬元，救濟災民。
1950年創辦中國象棋會。1953年創辦蘇浙小學，國語授課。1958年創辦蘇浙公學。
1965年有份倡建中山圖書館，中國文化協會名譽顧問。
1978年創辦沙田蘇浙公學。
1982年創辦葵涌蘇浙公學。
興辦慈德診療院及屯門安老院。
曾任中大新亞書院校董，1976年因書院被削權一事而與其餘8名校董總辭。
1993年6月香港離世。

## 社会兼职
- 蘇浙旅港同鄉會會長，及名譽會長
- 香港華人銀行，永遠董事
- 金龍金屬製品廠有限公司，董事
- 遠東保險有限公司，董事
- 搪瓷同業公會，理事長
- 鋁業同業公會，理事長
- 香港政府建設顧問、諮詢委員。
- 1955年國際獅子會香港分會303區創辦人及會長。
- 香港中華廠商聯合會名譽會長。

## 荣誉
- 1983年，台灣中國文化大學名譽哲學博士學位。